# Jenessa Grant
Jenessa Grant é um atriz canadense. Ela interpretou as personagens Mud em Orphan Black, Ofsamuel em The Handmaid's Tale e Aylee no Reign. Ela também deu voz a personagem Faith Seed no jogo eletrônico Far Cry 5.

## Filmografia Selecionada

### Televisão
| Ano       | Título              | Papel             | Notas                          |
| --------- | ------------------- | ----------------- | ------------------------------ |
| 2013      | Cracked             | Isabelle Saunders | 2 episódios                    |
| 2013      | Reign               | Aylee             | Papel principal; 8 episódios   |
| 2015      | Grimm               | Chloe Bennet      | 1 episódio                     |
| 2017      | Ransom              | Evie              | Papel recorrente; 5 episódios  |
| 2017      | Orphan Black        | Mud               | Papel recorrente; 5 episódios  |
| 2017-2018 | The Handmaid's Tale | Ofsamuel          | Papel recorrente; 10 episódios |
| 2019      | Tin Star            | Rosa              | Papel recorrente; Temporada 2  |

### Jogo eletrônicos
| Ano  | Título    | Papel      | Notas                      |
| ---- | --------- | ---------- | -------------------------- |
| 2018 | Far Cry 5 | Faith Seed | Voz e captura de movimento |